# Frans Banning
Franciscus (Frans) Bernardus Banning (Oldenzaal, 29 december 1867 — Rheden, 13 september 1944) was een Nederlands arts en politicus. Hij was de vader van burgemeester Hendrik Banning.  
Banning rondde in 1890 zijn opleiding tot arts af en werd huisarts in Oldenzaal en Ootmarsum. Hij vervolgde zijn studie aan de universiteit van Gent en studeerde daar in 1895 cum laude af tot doctor in de verlos-, heel- en geneeskunde.

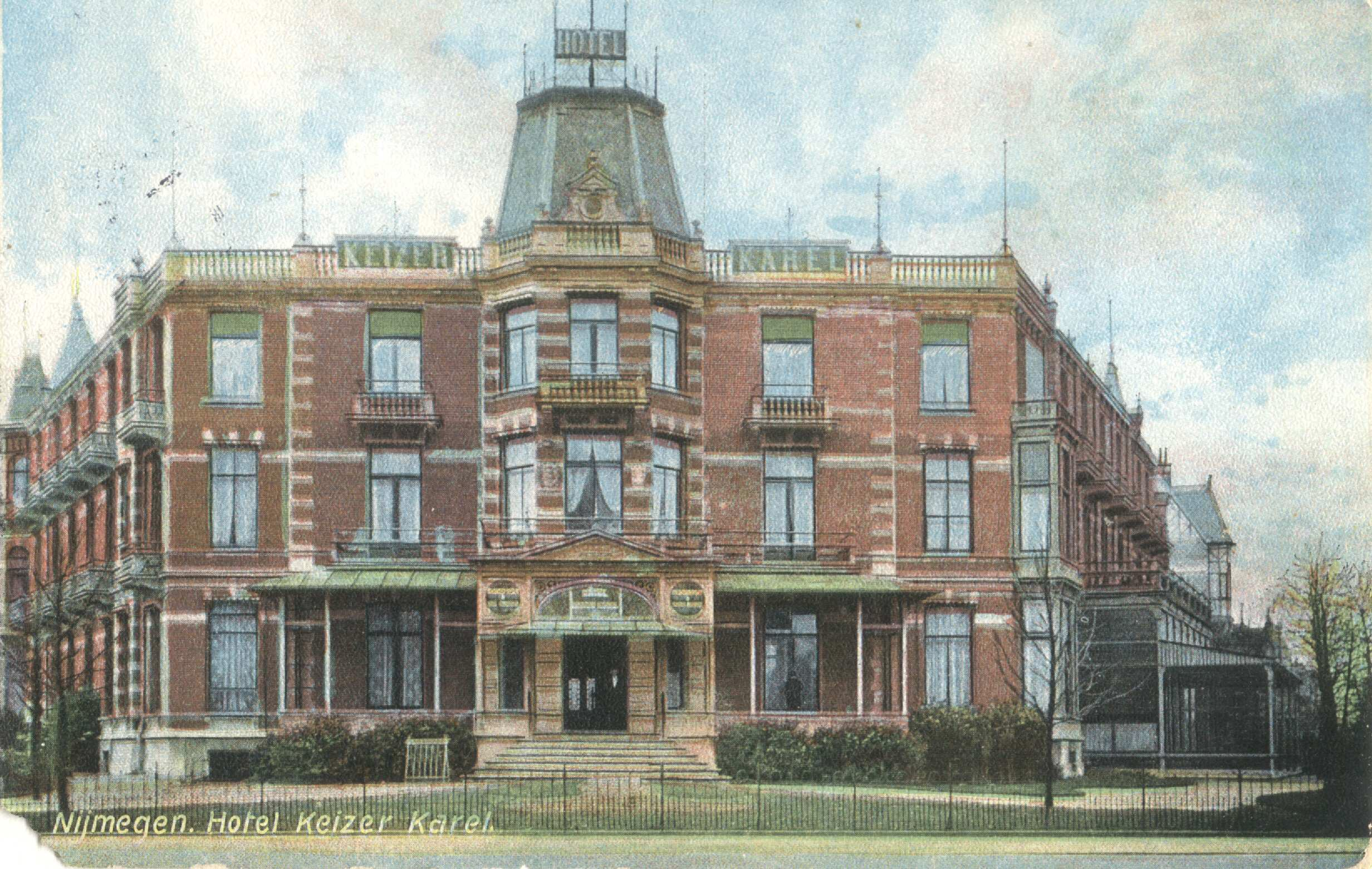
Hotel “Keizer Karel” in Nijmegen

 Banning bracht een periode door in Bad Wörishofen en kwam daar in aanraking met de Kneippkuur, een vorm van hydrotherapie ontwikkeld door Sebastian Kneipp. Terug in Nijmegen was hij in 1892 betrokken bij de uitbreiding van een door Bert Brouwer ontworpen villa op het Keizer Karelplein (hoek Van Schaeck Mathonsingel en de Graafseweg) tot “Hotel Keizer Karel”, om daar een Kneipp-instituut te vestigen.
In 1895 richtte Banning “Het Kruisverbond” op, een rooms-katholieke vereniging tot bestrijding van alcoholgebruik. In diezelfde periode was Banning betrokken bij de opleiding in verpleging van zieken en kraamzorg aan de zusters Franciscanessen, die zich aan het einde van de negentiende eeuw vanuit Leuven in Nijmegen hadden gevestigd. In 1898 werd hij gemeenteraadslid namens de katholieken en had daarnaast zitting in diverse commissies. Ook was hij lid van het curatorium van het Stedelijk Gymnasium Nijmegen.
De Dr. Banningstraat en het voormalige Dr. Banninghof in de Goffert te Nijmegen zijn naar hem vernoemd. Frans Banning ligt begraven op begraafplaats Daalseweg.